# Odoaker
Odoaker, tudi Odowakar ali Odovakar (latinsko Flavivs Odovacer, Flavivs Odovacar ali Fl. Odovac), je bil častnik rimske vojske, ki je po razpustitvi Zahodnega rimskega cesarstva leta 476 postal prvi kralj Italskega kraljestva (Rex Italiae), * okoli 433, † domnevno 15. marec 493, Ravena, Italsko kraljestvo.
Bil je častnik v rimski vojski in je kasneje vodil germanske vojake v rimski službi. Ko so ti zahtevali ozemlja v Italiji kot plačilo za svojo vojaško službo, jih je Odoaker podprl in organiziral upor proti Flaviju Orestu, v katerem je bil slednji umorjen. Po tem je Odoaker s svojimi četami osvojil takratno prestolnico zahodnorimskega cesarstva Raveno in odstavil zadnjega cesarja Romula Avgusta, zatem pa je bil proglašen za kralja Italije.
Odoaker se je kljub temu, da je bila vsa oblast v Italiji v njegovih rokah, predstavljal kot varovanec cesarja Julija Neposa, po Neposovi smrti leta 480 pa varovanec vzhodnorimskih cesarjev v Konstantinoplu. Odoaker se je običajno naslavljal s častnim naslovom patricij, ki mu ga je podelil cesar Zenon, vendar je v številnh dokumentih omenjen tudi kot kralj (rex). Sam je naslov kralj uporabil vsaj enkrat, vsaj enkrat pa ga je uporabil tudi konzul Bazilij.
V rimski upravni sistem je vnesel nekaj pomembnih sprememb. S podporo senata in Rima je lahko brez večjih nasprotovanj delil zemljo svojim privržencem. V letih 477-478 je bilo med njegovimi vojaki nekaj nemirov in celo nasilja, kasneje med njegovim vladanjem pa se kaj takega ni več dogajalo. Bil je arijanski kristjan, vendar je zelo redko posegal v zadeve ortodoksne in trinitarne državne cerkve Rimskega cesarstva.
Po Neposovem umoru leta 480 je napadel Dalmacijo in kaznoval njegove morilce. V naslednjih dveh letih je osvojil Dalmacijo in jo priključil k svojemu kraljestvu.
Leta 484 ga je za pomoč zaprosil poveljnik bizantinske vojske Ill, ki je poskušal odstaviti cesarja Zenona, in Odoaker je napadel najbolj zahodne pokrajine Zenonovega cesarstva. Cesar se je na njegov napad s pozivom Rugijcev, ki so živeli na ozemlju sedanje Avstrije, naj napadejo Italijo. Odoaker je pozimi leta 487-488 prečkal Donavo in premagal Rugijce. Zenon je po njihovem porazu za italskega kralja imenoval Ostrogota Teodorika, ki je tudi ogrožal meje Bizantinskega cesarstva, in ga naščuval proti Odoakru. Teodorik je leta 489 napadel Italijo in do avgusta 490 zasedel skoraj ves Apeninski polotok. Odoaker se je zatekel v Raveno, kjer se je 5. marca 493 vdal. Teodorik ga je po zmagi povabil na spravni banket in ga tam ubil.